# May Alix
Lize Mae 'May' Alix (Chicago, 31 augustus 1902 - november 1983) was een Amerikaanse vaudeville- en jazzzangeres.
Ze begon haar carrière als zangeres bij de band van Jimmy Noone, die in clubs in Chicago speelde. Alix vormde een duo met Ollie Powers, dat optrad in Dreamland Cabaret. In 1926 nam ze op met Louis Armstrongs groep Hot Five, waaronder de eerste hitnotering voor Armstrong, "Big Butter and Egg Man". In de periode 1929-1930 maakte ze ook plaatopnames met Jimmy Noone, voor Vocalion. In die tijd werd door bandleider Duke Ellington en zijn producer overwogen om May Alix aan te nemen als zangeres voor een langdurige tournee, te beginnen in februari 1931. In zijn memoires schrijft Ellington, dat de producer uiteindelijk koos voor Ivie Anderson, omdat Alix 'te blank' was en dit onderweg voor problemen kon zorgen.
Alix vond zichzelf meer een vaudeville-zangeres en concentreerde zich in haar verdere loopbaan op cabaret. In de jaren dertig zong ze voornamelijk in Chicago, in de jaren veertig was ze weer actief in New York. Ze stopte met zingen vanwege gezondheidsproblemen.
May Alix was een vriendin van de beroemde jazz- en blues-zangeres Alberta Hunter, die de naam van May Alix gebruikte om ook voor andere platenlabels te kunnen opnemen dan haar vaste platenmaatschappijen.

## Discografie
met Jimmy Noone
- Chicago Rhythm-Apex Blues: The Recordings of Jimmy Noone 1923-1943, JSP